# Goera clavifera
Goera clavifera är en nattsländeart som beskrevs av Schmid 1965. Goera clavifera ingår i släktet Goera och familjen grusrörsnattsländor. Inga underarter finns listade i Catalogue of Life.